# Natalis Comes
Natalis Comes o Natalis Comitis (en italià Natale Conti, en francès Noël le Comte) (ca 1520 - ca 1582), fou un humanista italià del Renaixement.

## Vida
La poca informació que es té de la seva vida procedeix dels comptats comentaris que ell mateix fa dins de la seva obra. Ni tan sols es coneix amb certesa el lloc i data de naixement: potser va néixer a Roma i la seva família es va traslladar a Milà quan encara ell era menut.
També cal interpretar de les seves paraules que va viure molts anys a Venècia. La data de la seva mort també pot ser controvertida, ja que existeix una edició del seu llibre, feta el 1602 a Lió, que porta una epístola de presentació redactada per ell mateix.

## Obra
Natalis Comes és conegut fonamentalment per la seva obra Mythologiae sive explicationum fabularum libri decem, que va ser reeditada i traduïda en nombroses ocasions al llarg dels segles xvi i xvii. L'obra és un tractat de mitologia clàssica, en la que l'autor demostra els seus grans coneixements de grec, traduint llargs passatges de l'antiguitat grega.
Comes afirma que les faules mitològiques eren la forma de transmetre la saviesa entre els antics i que tots els mites tenen per objectiu explicar alguna cosa de la natura o del comportament humà, considerant que els seus autors són posseïdors de la més alta saviesa.
És, potser, el més gran tractat de mitologia del segle xvi, que ve a completar el Genealogia deorum gentilium de Bocaccio (1360) que havia trencat totalment amb la tradició medieval. Durant la mateixa època s'escriuen altres tractats semblants (com els de Giraldi, Cartari i Tritonio), però no tindran la mateixa difusió que va tenir la Mythologiae de Comes.